# Álszúfélék
Az álszúfélék vagy kopogóbogár-félék (Anobiidae) a rovarok (Insecta) osztályának bogarak (Coleoptera) rendjébe, ezen belül a mindenevő bogarak (Polyphaga) alrendjébe tartozó család.
Az álszúk családjából Magyarországon körülbelül 70 faj ismert. A dohánybogár, a kenyérbogár és a nagy kopogóbogár (a „halálórája”) fejét veszély esetén csuklyaszerűen előrenyúló nyakpajzsa alá rejti. Egyes fajok kopogó hangot képesek előidézni.

## Rendszerezés
A családba az alábbi alcsaládok és nemek tartoznak:
- Alvarenganiellinae Viana & Martinez, 1971
  - Dasytanobium Pic, 1902
- Anobiinae Kirby, 1837
  - Anobium Fabricius, 1775
  - Gastrallus Jacquelin du Val, 1860
  - Hadrobregmus Thomson, 1859
  - Microbregma Seidlitz, 1889
  - Oligomerus Redtenbacher, 1849
  - Priobium Motschulsky, 1845
  - Stegobium Motschulsky, 1860
- Dorcatominae C.G. Thomson, 1859
  - Anitys Thomson, 1863
  - Caenocara Thomson, 1859
  - Dorcatoma Herbst, 1792
  - Stagetus Wollaston, 1861
- Dryophilinae LeConte, 1861
  - Dryophilus Chevrolat, 1832
  - Grynobius Thomson, 1859
- Ernobiinae Pic, 1912
  - Episernus Thomson, 1863
  - Ernobius Thomson, 1859
  - Ochina Sturm, 1826
  - Xestobium Motschulsky, 1845
- Eucradinae LeConte, 1861
  - Hedobia Dejean, 1821
  - Ptinomorphus Mulsant & Rey, 1861
- Mesocoelopodinae Mulsant & Rey, 1864
  - Cryptorama
  - Mesocoelopus
  - Neosothes
  - Scottanobium Español, 1992
  - Stromatanobium Viñolas, 2014
  - Tricorynus
- Ptilininae Shuckard, 1840
  - Pseudoptilinus Leiler, 1963
  - Ptilinus Müller, 1764
- Ptininae Latreille, 1802
  - Eupauloecus Mulsant & Rey, 1868
  - Gibbium Scopoli, 1777
  - Mezium Curtis, 1828
  - Niptus Boieldieu, 1856
  - Pseudeurostus Heyden, 1906
  - Ptinus Linnaeus, 1767
  - Sphaericus Wollaston, 1854
  - Trigonogenius Solier, 1849
  - Gnostus Westwood, 1855
  - Niptinus Fall, 1905
  - Pitnus Gorham, 1883
  - Tipnus Thomson, 1863
- Xyletininae Gistel, 1856
  - Lasioderma Stephens, 1835
  - Xyletinus Latreille, 1809

## Ismertebb fajok
- Kis kopogóbogár (Anobium punctatum) De Geer, 1774
- Tarka kopogóbogár (Xestobium rufovillosum) (De Geer, 1774)
- Kenyérbogár (Stegobium paniceum) Linnaeus, 1758